# NGC 3051
NGC 3051 é uma galáxia elíptica (E/SB0) localizada na direcção da constelação de Antlia. Possui uma declinação de -27° 17' 10" e uma ascensão recta de 9 horas, 53 minutos e 58,4 segundos.
A galáxia NGC 3051 foi descoberta em 24 de Março de 1835 por John Herschel.